# Martiros Sarian
Martiros Sarian ou Saryan (en arménien Մարտիրոս Սարյան ; né le 28 février 1880 à Rostov-sur-le-Don, mort le 5 mai 1972 à Erevan) est un peintre arménien né en Russie. Il est souvent considéré comme le père de la peinture arménienne moderne.

## Biographie
Martiros Sarian naît en 1880 à Nor-Nakhitchevan (aujourd'hui un quartier de Rostov-sur-le-Don) au sein d'une famille de la diaspora arménienne en Russie. Il termine sa formation scolaire en 1895 à l'école locale, puis, de 1897 à 1903, il étudie à l’École de peinture, de sculpture et d'architecture de Moscou, où il suit notamment les cours de Valentin Serov et de Constantin Korovine. Fortement influencé par Paul Gauguin, Martiros Sarian a l'occasion de présenter ses travaux dans différentes expositions et de faire partie de divers groupes d'artistes dont la Rose écarlate, puis la Rose bleue.
En 1901, il a l'occasion de se rendre en Arménie russe et visite notamment le Lorri et le Shirak, ainsi qu'Etchmiadzin, Haghpat, Sanahin, Erevan et Sevan. De 1910 à 1913, Sarian voyage fréquemment dans l'Empire ottoman (1910), en Égypte (1911) et en Iran (1913). Il se rend à nouveau à Etchmiadzin en 1915 afin de porter secours aux rescapés du génocide arménien. Il se rend ensuite à Tiflis en 1916, où il épouse Lusik Aghayan (la fille de Ghazaros Aghayan) et où il contribue à l'organisation de la Société des artistes arméniens. Les impressions de son premier voyage au pays de ses ancêtres se retrouvent dans son cycle panthéiste Contes et Rêves réalisé sous l'influence du symbolisme. Se référant à l'esprit populaire, Sarian représente la nature, les gens, la végétation, les animaux, les oiseaux, comme une famille unique, un vrai paradis terrestre. Selon le peintre, « La nature engendre l'homme pour qu'elle puisse à travers ses yeux se voir, s'émerveiller de sa propre beauté », c'est ainsi qu'il définit sa philosophie de la nature. Cette philosophie, cette Sagesse au sens grec de sophia, aura beaucoup d'influence sur son élève, son fils spirituel : Minas Avétissian avec lequel il dialoguera pendant toute sa vie.
Après la révolution d'Octobre, Sarian rentre en Russie, avant de s'installer en 1922 en république socialiste soviétique d'Arménie, dont il ébauche les armoiries et le premier drapeau, et où il reçoit la direction de la section artistique du musée d'État. 
De 1926 à 1928, Sarian vit à Paris ; dix seulement de ses œuvres datant de cette période, au nombre de quarante sept ne reste aujourd'hui. En janvier 1928, Il présente ses toiles réalisées à Paris, lors d'une exposition privée. Puis, avant de repartir en Arménie, il confie 5 des œuvres réalisées à Paris, à son amie Anna Boudaghyan et lui demande de les vendre pour acheter du matériel de peinture de grande qualité et le lui envoyer en Arménie. Malheureusement, le 15 mars 1928, le navire de retour qui transportait le reste des peintures, le Phrygie, subit un  incendie alors qu'il était au le port de Constantinople. Celui-ci brûla 35 des tableaux de l'artiste, soit deux ans de travail. Seules les 5 œuvres confiées à Anna Boudaghyan, et les quelques-unes qu'il avait déjà vendues ou offertes à des amis en France ont été préservées. Il a aussi pu sauver celles qu'il a transporté en train avec lui,,.
Durant les années 1930, il se consacre principalement à la peinture de paysages et de portraits. Sa peinture est néanmoins critiquée par le pouvoir en raison de son caractère décoratif et de la vivacité de ses couleurs ; Martiros, s'il se retient, refuse toutefois d'exécuter un portrait de Staline. L'arrivée au pouvoir de Khrouchtchev en 1953 libère l'artiste. Il reçoit à trois reprises l'ordre de Lénine, ainsi que d'autres décorations.
Martiros Sarian meurt à Erevan le 5 mai 1972. Il est enterré à côté de Komitas. Sa maison est transformée en musée.

## Œuvre

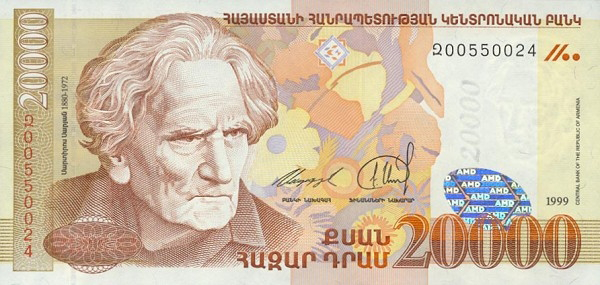
Martiros Sarian, billet de 20000 drams.

Martiros Sarian est considéré comme le père de la peinture moderne arménienne ; lorsqu'il découvre l'Arménie, ressent une « passion presque charnelle » pour elle, et n'a « de cesse de la représenter par des toiles inondées de lumière et vibrantes de couleurs ». Il fut le premier à réaliser la nécessité d'élaborer un style propre basé sur les anciennes traditions nationales. Sa palette est « délibérément gaie, vive et colorée ». Il disait lui-même :

« La couleur devrait chanter. Elle devrait exprimer la perception de l'essence de la vie qui réside en chaque être humain. En utilisant la couleur, j'augmente encore plus ce que je vois, afin que la lumière puisse être plus brillante dans mes œuvres. »

— Martiros Sarian.
En 1909, Sarian se tourne vers les changements réels qui affectent son temps. Il observe l'éloignement de l'homme et de la nature. Il choisit de peindre des motifs que la civilisation industrielle n'avait pas encore touchés et qui portent l'empreinte et l'enseignement d'une vie séculaire. Il devient ainsi passeur de mémoire des lieux et des jours. Il généralise à l'extrême la nature et il révèle l'expressivité des formes. Il construit l'art de sa composition sur un seul plan en répartissant régulièrement de grandes taches de couleur pure. Il s'inspire en cela du principe et de l'art de la miniature arménienne, ainsi que l'art de l'enluminure arménienne à l'exemple de l'art de Toros Roslin. Les couleurs de la palette de Sarian irradient la lumière. La combinaison harmonieuse et contrastée de trois ou quatre tons principaux permet au peintre d'obtenir expressivité, chaleur et surtout lumière. Cette lumière alliée à des couleurs suaves et chantantes qu'elle fait rayonner sont devenues des symboles de la patrie du peintre. Sa sagesse et son habileté ont pu le préserver des persécutions politiques dont son fils spirituel Minas Avétissian fut mortellement frappé. C'est pour cela que les historiens de la peinture arménienne ont toujours privilégié la peinture du jeune Sarian à celle plus académique du vieux peintre.
L'écrivain Louis Aragon écrivait en 1960 : « Comme cette lumière de Rome qui nous parvient à travers les siècles français par le pinceau de Nicolas Poussin, puis de Jean-Baptiste Corot, la lumière d'Arménie nous atteint grâce à Martiros Sarian. Lumière enfin dégagée des larmes qui brouillaient la voix des poètes de Naïri, lumière enfin heureuse sur les fruits, les hommes, les montagnes, elle est un trésor retrouvé, comme si les eaux du déluge s'étant retirées, la plaine d'Erevan n'était que la pure couleur de l'avenir. Si bien que les siècles, à côté de notre Cézanne et de notre Matisse, placeront Sarian à la première place, au-dessus des peintres fêtés, car il est un peintre du bonheur ».
Il a écrit : « La terre est comme un être vivant : elle a une âme. Sans liens étroits avec la patrie, il est impossible de se trouver, de découvrir son âme. Je suis persuadé qu'il ne peut y avoir de peintre sans qu'il soit attaché à sa terre. Le cœur de la terre bat dans le cœur de l'homme. Tout prend naissance dans ce cœur ».
En 1980, une exposition lui a été consacrée au centre Pompidou.

## Liste de quelques œuvres

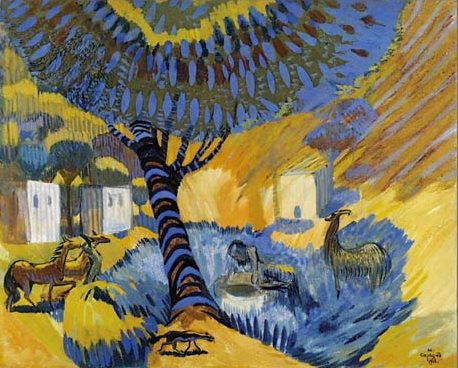
Près du puits, journée chaude, 1908.

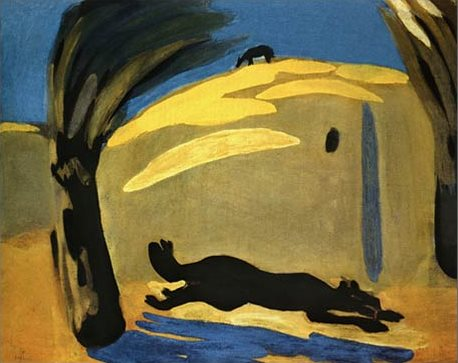
Chaleur, chien courant, 1909.

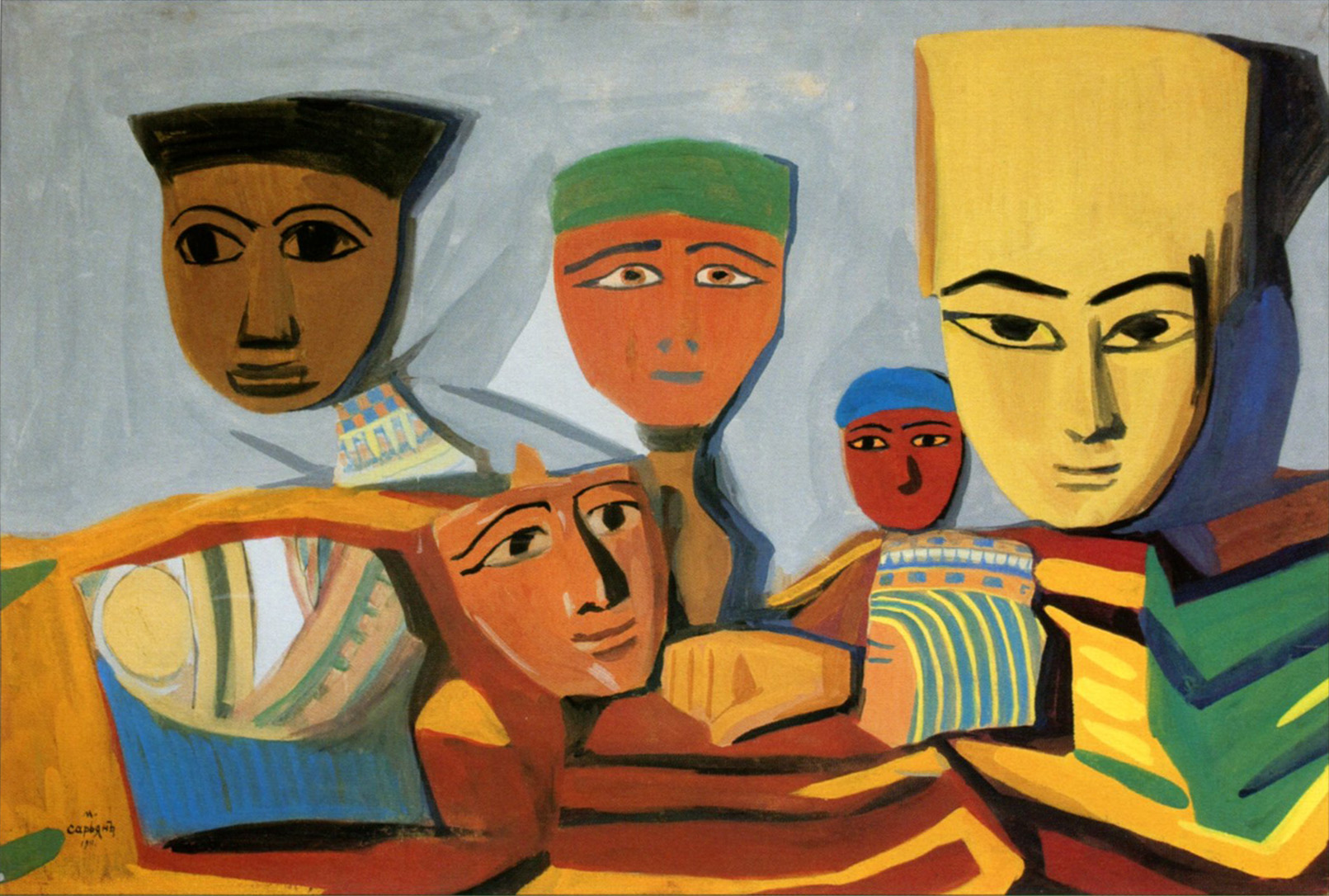
Masques égyptiens, 1911.

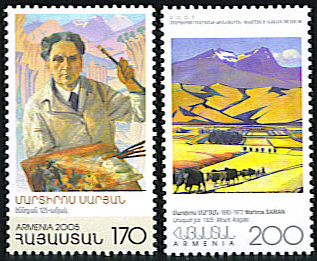
Autoportrait et Mont Aragats (1925), timbres-poste arméniens.

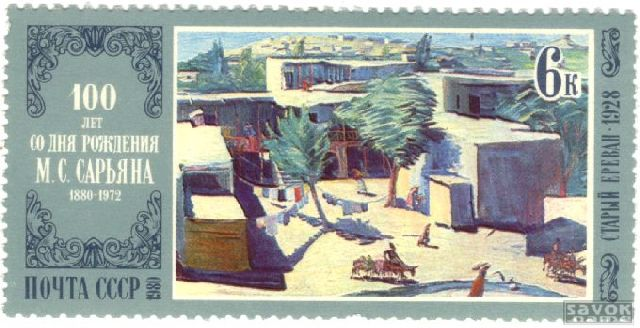
Le vieil Erevan, 1928 (timbre des postes soviétiques).

- Portrait de l'artiste par lui-même, 1902. Aquarelle sur papier, 22 × 20 cm. Musée Martiros Sarian, Erevan
- Au pied de l'Ararat, Conte, 1904, 24x33, Musée Sarian, Erevan
- Le roi avec sa fille, Conte, 1904, 25x34, Musée Sarian, Erevan
- Amour, Conte, 1904, 24x17, Musée Sarian, Erevan
- Le conte (Près de l'eau) 1904. Aquarelle sur papier, 22 × 33 cm. Musée Martiros Sarien, Erevan
- Le Conte, 1904. Aquarelle sur papier, 23,5 × 33 cm. Musée Martiros Sarian, Erevan
- Les charmes du soleil, 1905, 19x32, Musée des Arts, Stavropol
- L'Amour (Conte), 1906. Aquarelle sur papier, 24 × 17 cm. Musée Martiros Sarian, Erevan
- Le poète au pied de l'Aragats, 1906, 46x66, Collection privée, Canada
- Près du puits, journée chaude, 1908, 51x63, Musée Sarian, Erevan
- Fleurs, 1908. Gouache sur papier, 39 × 25 cm. Musée Martiros Sarian, Erevan
- Chaleur, chien courant, 1909, 56x68, Musée Sarian, Erevan
- Rue d'une ville d'orient, 1909
- Rue. Midi. Constantinople, 1910, 66x39, Galerie Tretiakov, Moscou
- Masques égyptiens, 1911, 70x82, Galerie nationale d'Arménie, Erevan
- Dattier, 1911, 106x71, Galerie Tretiakov, Moscou
- Paysage nocturne, 1911, 47x68, Collection particulière au Musée Sarian, Erevan
- Fleurs de Kalaki, 1914, 88x79, Galerie nationale d'Arménie, Erevan
- Paysage. Kalaki (Akoulis), 1914. Crayon sur papier, 18 × 20 cm. Musée Martiros Sarian, Erevan
- Portrait de H. Mantachev, 1915, 88x88, Galerie nationale d'Arménie, Erevan
- Lucik Agayan, 1915. Aquarelle sur papier. 25 × 21 cm. Musée Martiros Sarian, Erevan
- Intérieur oriental. Esquisse de décor, 1918. Aquarelle, gouache sur papier, 39 × 58 cm. Musée Martiros Sarian, Erevan
- Portrait du poète Yéghiché Tcharents, 1923, 44x59, Musée national de Littérature et d'Art, Erevan (œuvre très célèbre)
- Arménie, 1923, 138x103, Galerie nationale d'Arménie, Erevan
- Les Monts Guéghama, 1926, 70x70, Musée Sarian, Erevan
- Jeune fille allant puiser l'eau. Ébauche d'un tableau, 1927. Crayon sur papier, 21 × 26 cm, 21 × 26 cm. Musée Martiros Sarian, Erevan
- Portrait de Anna Boudaghyan, 1927, Oil on canvas, 55 x 46 cm, Musée Martiros Sarian, Erevan
- Tigran Boudaghian, 1927, Paris, Pencil on paper, 17 x 12, Musée Martiros Sarian, Erevan
- Avetik Issahakian. Recueil de poèmes. Couverture, 1929. Aquarelle et encre de Chine sur papier, 26 × 19 cm. Musée Martiros Sarian, Erevan
- Hovhannès Toumanian. Contes. Couverture, 1930. Encre de Chine, aquarelle sur papier, 25 × 18 cm. Musée Martiros Sarian, Erevan
- La Marche, 1932. Crayon de couleur sur papier, 26 × 42 cm. Musée Martiros Sarian, Erevan
- Contes arméniens. Recueil. Feuillet de garde, 1933. Encre de Chine sur papier, 20,5 × 31,5 cm. Musée Martiros Sarian, Erevan
- L'Ararat, 1933. Aquarelle sur papier, 19,5 × 28 cm. Musée Martiros Sarian, Erevan
- Ferdowsî. Roustam et Souhrab. Illustration, 1934. Encre de Chine sur papier, 22 × 14 cm. Musée Martiros Sarian, Erevan
- Conte populaire arménien "La bague enchantée". illustration, 1937. Crayon, aquarelle sur papier, 41 × 27,5 cm. Musée Martiros Sarian, Erevan
- Paysage fleuri, 1937. Aquarelle, gouache sur papier, 40 × 29 cm. Musée Martiros Sarian, Erevan
- Devant le miroir (Lucik), 1939. Charbon sur papier, 26 × 17 cm. Musée Martiros Sarian, Ere van
- Portrait du critique d'art Abraham M. Efros, 1944, huile sur toile, 64 × 48 cm. Musée d'état du théâtre Bakhrouchine
- Kolkhoze Karinge dans les montagnes turkmènes, 1952. Huile sur toile, 100 × 109 cm. Galerie d'art de l'état d'Arménie
- Lori, 1953. Crayon sur papier, 20 × 29,5 cm. Musée Martiros Sarian, Erevan
- Fleurs d'Erevan, 1957. Huile sur toile, 96 × 103 cm. Galerie Tretiakov, Moscou
- Dans les montagnes, 1962. Crayon de couleur sur papier, 21 × 29 cm. Musée Martiros Sarian, Erevan
- Autoportrait, 1968. Crayon sur papier, 27 × 20 cm. Musée Martiros Sarian, Erevan
- Paysage. Arménie, 1972. Pointe de feutre sur papier, 21 × 30 cm. Musée Martiros Sarian, Erevan

Non daté :
- Glycines, Galerie Tretiakov, Moscou